# 立原朴二郎
立原 朴次郎（たちはら ぼくじろう）は幕末の水戸藩士。彰考館総裁の立原翠軒の孫。

## 生涯
天保3年（1832年）に江戸にある水戸藩小石川藩邸において立原杏所の三男として誕生する。兄たちが早世したため同11年（1840年）には家督を継ぎ、200石、中之寄合となる。同12年（1841年）、児小姓格式中奥小姓となり、嘉永3年（1850年）には中奥小姓に昇進した。同6年（1853年）、定江戸小姓へと進み、安政3年（1856年）には武芸出精を賞されるなど武芸に秀でた。
同5年（1858年）、先手同心頭となり、前藩主徳川斉昭が幕譴を受けるとこの雪冤に奔走。この年、安政の大獄が起こり、水戸藩士も多数捕縛されるなど世情は不安定なものとなった。家老の岳父・安島帯刀も幕府の疑義を受けて評定所に出頭を命ぜられるなど、藩内には緊張感が高まっていた。安政6年（1859年）9月23日、安島帯刀が幕譴を受け切腹、その他、茅根伊予之介はじめ藩士の多くも斬首を命ぜられると水戸藩内の不満は一気に高潮していった。万延元年（1860年）、朴次郎は混乱の中にあって武芸に精進し、再び武芸出精で賞された。同年8月、目付に昇進。文久3年（1863年）、将軍徳川家茂の上洛に際しては、藩主徳川慶篤に随行して京都における尊皇攘夷の風潮に触れた。元治元年（1864年）、田丸稲之衛門、藤田小四郎ら藩内の攘夷派が筑波山に挙兵すると、役目柄これを説得しに行くこととなったが、かえって説得されてしまった。一連の藩内情勢の混乱を受けて、藩主慶篤が事態収拾を図り、支藩の宍戸藩主・松平頼徳に目代を命じて水戸城に派遣すると、水戸城内を牛耳っていた諸生党が頼徳が天狗党を伴っていることを挙げて入城を拒否、天狗党と諸生党との間で戦いが起こった。朴次郎も頼徳に随い、水戸城に派遣されていたが、諸生党の抵抗にあってこれと戦い、8月23日討ち死にした。享年33。靖国神社合祀